# David Cvi Pinkas
David Cvi Pinkas (hebrejsky: דוד-צבי פנקס, žil 5. prosince 1895 – 14. srpna 1952) byl sionistický aktivista a izraelský politik. Byl signatářem izraelské deklarace nezávislosti a v pořadí třetím izraelským ministrem dopravy.

## Biografie
Narodil se v Soproni v Rakousku-Uhersku (dnešní Maďarsko) a studoval na střední škole ve Vídni. Poté studoval v ješivě v Bratislavě a následně studoval práva na Vídeňské univerzitě. Angažoval se v sionistických mládežnických skupinách a patřil mezi vůdčí členy vídeňské mládežnické skupiny Mizrachi a byl jedním ze zakladatelů hnutí Ješurun.
V roce 1923 byl delegátem na Světovém sionistickém kongresu a o dva roky později podnikl aliju do mandátní Palestiny. V roce 1932 se stal ředitelem banky Mizrachi a ve stejný rok byl zvolen do telavivské městské rady. O tři roky později byl jmenován šéfem telavivského odboru školství.

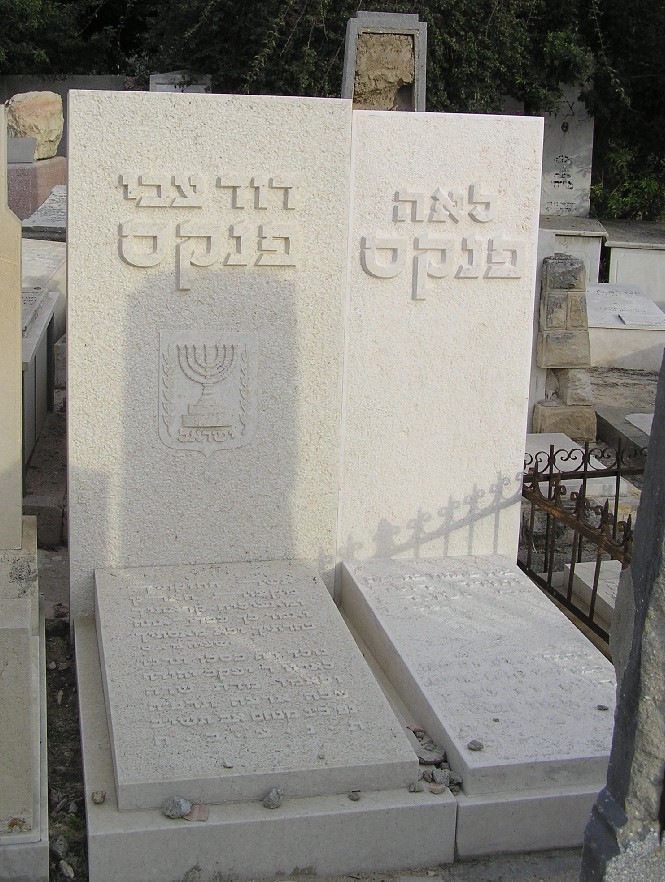
Pinkasův hrob (vlevo, vpravo je jeho manželka Lea) v Tel Avivu

V roce 1944 se stal členem Sboru zastupitelů a v letech 1947 až 1948 byl členem vedení Židovské národní rady (hebrejsky: Vaad Leumi). Dne 14. května 1948 byl jedním ze signatářů izraelské deklarace nezávislosti. Během následující války za nezávislost patřil k vůdcům bezpečnostního výboru.
Po vyhlášení nezávislosti se stal členem Prozatímní státní rady a byl zodpovědný za vypracování předpisů pro výbory rady. V prvních parlamentních volbách do Knesetu, které se konaly v roce 1949, byl zvolen poslancem za Sjednocenou náboženskou frontu, což byla aliance stran Agudat Jisra'el, Po'alej Agudat Jisra'el, Mizrachi (Pinkasova strana) a ha-Po'el ha-Mizrachi. Jako poslanec byl členem vlivného finančního výboru. V roce 1950 byl zvolen místostarostou Tel Avivu.
V následujících parlamentních volbách v roce 1951 kandidovala Mizrachi samostatně. Svůj poslanecký mandát si Pinkas udržel, avšak strana získala pouhé dva mandáty. Byl jmenován ministrem dopravy a předsedou finančního výboru. Z funkce ministra zakázal provoz veřejné dopravy během šabatu. Za toto rozhodnutí se na něj neúspěšně pokusili spáchat atentát Amos Kenan a Šaltiel Ben Ja'ir, kteří před schody jeho domu nastražili bombu. Přestože atentát přežil, zemřel o dva měsíce později na srdeční infarkt a byl pohřben na Trumpeldorově hřbitově v Tel Avivu. Na jeho počest byla pojmenována vesnice Ramat Pinkas.